# Copa Libertadores Femenina 2009
Copa Libertadores Femenina 2009 diễn ra tại Brasil từ 3 tháng 10 tới 18 tháng 10 năm 2009. Santos là đội vô địch.

## Vòng bảng

### Bảng 1
| Đội                | Tr | T | H | B | BT | BB | HS  | Đ  |
| ------------------ | -- | - | - | - | -- | -- | --- | -- |
| Santos             | 4  | 4 | 0 | 0 | 29 | 2  | +27 | 12 |
| Everton            | 4  | 2 | 1 | 1 | 10 | 4  | +6  | 7  |
| White Star         | 4  | 2 | 0 | 2 | 7  | 9  | -2  | 6  |
| Caracas            | 4  | 0 | 2 | 2 | 2  | 14 | -12 | 2  |
| EnForma Santa Cruz | 4  | 0 | 1 | 3 | 4  | 23 | -19 | 1  |

| Santos                         | 3 – 1 | White Star |
| ------------------------------ | ----- | ---------- |
| Cristiane 11', 34' · Marta 38' |       | Nicole 90' |

| Caracas | 0 – 0 | Everton |
| ------- | ----- | ------- |
|         |       |         |

| White Star         | 1 – 4 | Everton                    |
| ------------------ | ----- | -------------------------- |
| Nicole 74' (ph.đ.) |       | Valeska 24', 56', 59', 87' |

| Santos | 12 – 0 | EnForma Santa Cruz |
| --- | ------ | ------------------ |
| Cristiane 14', 43', 45+1', 65', 80' · Érika 23, 47, 62' · Maurine 31' · Marta 39' (ph.đ.) · Dani 70' · Thais 74' |        |                    |

| White Star | 1 – 0 | Caracas |
| ---------- | ----- | ------- |
| Kelly 84'  |       |         |

| Everton                                      | 5 – 0 | EnForma Santa Cruz |
| -------------------------------------------- | ----- | ------------------ |
| Valeska 58', 84', 90' · Lopez 82' · Diaz 88' |       |                    |

| EnForma Santa Cruz | 2 – 4 | White Star |
| ------------------ | ----- | ---------- |
|                    |       |            |

| Santos                                                                                       | 11 – 0 | Caracas |
| -------------------------------------------------------------------------------------------- | ------ | ------- |
| Cristiane 10', 18', 64', 82' · Érika 12' · Marta 16', 20', 87' · Maurine 42' · Fran 52', 71' |        |         |

| Caracas                          | 2 – 2 | EnForma Santa Cruz             |
| -------------------------------- | ----- | ------------------------------ |
| Daniela Gonzalez · Oriana Altuve |       | Karla Padilha · Nataly Ribeiro |

| Santos                           | 3 – 1 | Everton        |
| -------------------------------- | ----- | -------------- |
| Cristiane · Suzana · Marta pen.' |       | Karina Morales |

### Bảng 2
| Đội                  | Tr | T | H | B | BT | BB | HS  | Đ  |
| -------------------- | -- | - | - | - | -- | -- | --- | -- |
| Universidad Autónoma | 4  | 4 | 0 | 0 | 15 | 6  | +9  | 12 |
| Formas Íntimas       | 4  | 3 | 0 | 1 | 18 | 5  | +13 | 9  |
| Deportivo Quito      | 4  | 1 | 1 | 2 | 7  | 10 | -3  | 4  |
| San Lorenzo          | 4  | 1 | 1 | 2 | 7  | 13 | -6  | 4  |
| Rampla Juniors       | 4  | 0 | 0 | 4 | 5  | 18 | -13 | 0  |

| Universidad Autónoma    | 3 – 2 | Formas Íntimas        |
| ----------------------- | ----- | --------------------- |
| Monica 30', 75' (ph.đ.) |       | Ospina 15' · Usme 63' |

| San Lorenzo   | 1 – 1 | Deportivo Quito |
| ------------- | ----- | --------------- |
| Quilionez 80' |       | Madelin 43'     |

| Deportivo Quito | 1 – 5 | Formas Íntimas                                                   |
| --------------- | ----- | ---------------------------------------------------------------- |
| Valéria 65'     |       | Diana 20' · Naila 28' · Jennifer 47' · Catalina 58' · Yisela 90' |

| Rampla Juniors             | 2 – 5 | San Lorenzo                                                |
| -------------------------- | ----- | ---------------------------------------------------------- |
| Castro 66' · Alejandra 68' |       | Enriqueta 41', 55' · Quilionez 61' · Nuñes 69' · Sindy 87' |

| Deportivo Quito    | 1 – 4 | Universidad Autónoma                                     |
| ------------------ | ----- | -------------------------------------------------------- |
| Patricia Freire 1' |       | Angélica 38' · Dulce María 70' · Anabel 87' · Noelia 90' |

| Formas Íntimas                                                               | 5 – 0 | Rampla Juniors |
| ---------------------------------------------------------------------------- | ----- | -------------- |
| Jennifer Hoyos 10', 22' · Catalina Pineda 11', 90' (ph.đ.) · Diana Garcia 6' |       |                |

| Rampla Juniors | 0 – 4 | Deportivo Quito                                                                            |
| -------------- | ----- | ------------------------------------------------------------------------------------------ |
|                |       | Madelin Riera 4' · Patricia Freire 58' · Valéria Palácios 79' (ph.đ.) · Âmbar Torres 90+1' |

| Universidad Autónoma | 4 – 0 | San Lorenzo |
| -------------------- | ----- | ----------- |
| Ediberta Jaquet 25'  |       |             |

| Universidad Autónoma      | 4 – 3 | Rampla Juniors     |
| ------------------------- | ----- | ------------------ |
| Florentina , 88' · Anabel |       | Castro · Yéssica , |

| San Lorenzo | 1 – 6 | Formas Íntimas                                  |
| ----------- | ----- | ----------------------------------------------- |
| Lina (o.g.) |       | Diana , 55' · Catalina , · Naila 46' · Jennifer |

## Vòng đấu loại trực tiếp
|  | Tứ kết               | Tứ kết |  |  | Bán kết       | Bán kết |  |  | Chung kết | Chung kết |
|  |                      |        |  |  |               |         |  |  |           |           |
|  | 16 tháng 10          |        |  |  |               |         |  |  |           |           |
|  |                      |        |  |  |               |         |  |  |           |           |
|  | Santos               | 5      |  |  |               |         |  |  |           |           |
|  | Santos               | 5      |  |  |               |         |  |  |           |           |
|  | Formas Íntimas       | 0      |  |  |               |         |  |  |           |           |
|  | Formas Íntimas       | 0      |  |  |               |         |  |  |           |           |
|  | 16 tháng 10          |        |  |  |               |         |  |  |           |           |
|  |                      |        |  |  |               |         |  |  |           |           |
|  | Universidad Autónoma | 1      |  |  |               |         |  |  |           |           |
|  | Universidad Autónoma | 1      |  |  |               |         |  |  |           |           |
|  | Everton              | 0      |  |  |               |         |  |  |           |           |
|  | Everton              | 0      |  |  |               |         |  |  |           |           |
|  | 18 tháng 10          |        |  |  |               |         |  |  |           |           |
|  |                      |        |  |  |               |         |  |  |           |           |
|  | Santos               | 9      |  |  |               |         |  |  |           |           |
|  | Santos               | 9      |  |  |               |         |  |  |           |           |
|  | Universidad Autónoma | 0      |  |  |               |         |  |  |           |           |
|  | Universidad Autónoma | 0      |  |  |               |         |  |  |           |           |
|  | 18 tháng 10          |        |  |  |               |         |  |  |           |           |
|  |                      |        |  |  | Tranh hạng ba |         |  |  |           |           |
|  | Formas Íntimas       | 2      |  |  |               |         |  |  |           |           |
|  | Formas Íntimas       | 2      |  |  |               |         |  |  |           |           |
|  | Everton              | 0      |  |  |               |         |  |  |           |           |
|  | Everton              | 0      |  |  |               |         |  |  |           |           |
|  |                      |        |  |  |               |         |  |  |           |           |
|  |                      |        |  |  |               |         |  |  |           |           |
|  |                      |        |  |  |               |         |  |  |           |           |

### Bán kết
| Universidad Autónoma | 1 – 0 | Everton |
| -------------------- | ----- | ------- |
| Gloria 44'           |       |         |

| Santos                                                             | 5 – 0 | Formas Íntimas |
| ------------------------------------------------------------------ | ----- | -------------- |
| Maurine 5' · Cristiane 11', 88' · Aline Pellegrino 23' · Marta 45' |       |                |

### Tranh hạng ba
| Formas Íntimas | 2 – 0 | Everton |
| -------------- | ----- | ------- |
|                |       |         |

### Chung kết
| Santos                                                                                               | 9 - 0 | Universidad Autónoma |
| --- | ----- | -------------------- |
| Maurine 13' · Marta 16' · Érika 47', 56' · Fran 50' · Thaís 54' · Suzana 70' · Dani 77' · Ketlen 83' |       |                      |